# بونجا ماري

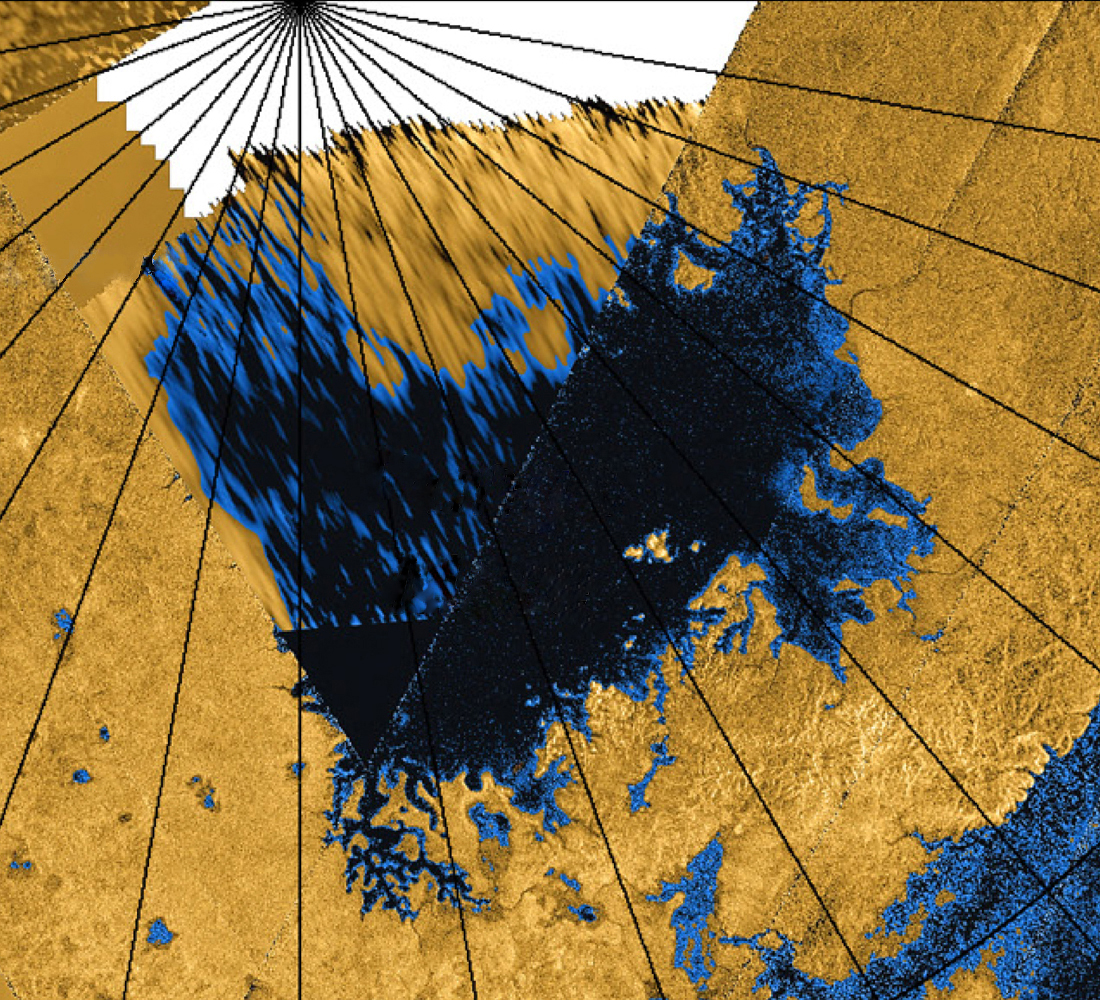
پونجا ماري من فسيفساء الألوان الزائفة في صور رادار الفتحة التركيبية للمنطقة القطبية الشمالية لتيتان. جزء من كراكن ماري يظهر أسفل اليمين.

پونجا ماري (باللاتينية: Punga Mare) هي بحيرة في المنطقة القطبية الشمالية لتيتان أكبر أقمار زحل. هي أكبر ثالث جسم سائل معروف على تيتان بعد كراكن ماري ولايجيا ماري. وهي تتكون من هيدروكربونات سائلة (الميثان بشكل أساسي والإيثان)، تقع بالقرب من القطب الشمالي لتيتان في 85.1° N, 339.7° W، قياساتها تبلغ حوالي 380 كم (236 ميل). وهي أكبر من بحيرة ڤيكتوريا الأرضية في الطول. هي تحمل نفس اسم پونجا وهو سلف أسماك القرش والشفنينيات والزواحف في الميثولوجيا الماورية، هو ابن تانجاروا إله البحر.

## وصلات خارجية
- Labelled map of the liquid bodies in the north polar region of Titan